# Aristotelia serrata
Aristotelia serrata är en tvåhjärtbladig växtart som först beskrevs av J. R. & G. Forst., och fick sitt nu gällande namn av W. R. B. Oliver. Aristotelia serrata ingår i släktet Aristotelia och familjen Elaeocarpaceae. Inga underarter finns listade i Catalogue of Life.